# Винницкая городская община
Винницкая городская община (укр. Вінницька міська громада) — номинально образованная территориальная община в Винницком районе Винницкой области Украины.
Административный центр — город Винница.
Органом местного самоуправления общины является Винницкая городская рада.

## Населённые пункты
В состав общины входит один город (Винница), один посёлок городского типа (Десна) и семь сёл (Великие Крушлинцы, Винницкие Хутора, Гавришовка, Малые Крушлинцы, Писаревка, Стадница, Щитки).